# 諾頓 (麻薩諸塞州)
諾頓（英語：Norton）是一個位於美國麻薩諸塞州布里斯托縣的鎮。

## 人口
根據2020年美國人口普查的數據，諾頓的面積為77.20平方千米，當中陸地面積為74.40平方千米，而水域面積為2.80平方千米。當地共有人口19202人，而人口密度為每平方千米249人。